# Mauprévoir
Mauprévoir ist eine westfranzösische Gemeinde mit 590 Einwohnern (Stand: 1. Januar 2022) im Département Vienne in der Region Nouvelle-Aquitaine. Die Gemeinde gehört zum Arrondissement Montmorillon und zum Kanton Civray (bis 2015: Kanton Availles-Limouzine).

## Lage
Mauprévoir liegt etwa 47 Kilometer südsüdöstlich von Poitiers am Fluss Payroux. Im Osten des Gemeindegebietes verläuft der Clain. Umgeben wird Mauprévoir von den Nachbargemeinden Payroux im Norden und Nordwesten, Saint-Martin-l’Ars im Norden und Nordosten, Pressac im Süden und Südosten, Pleuville im Süden sowie Charroux im Westen und Südwesten.
Durch die Gemeinde führt die frühere Route nationale 741.

## Bevölkerungsentwicklung
| Jahr                      | 1962 | 1968 | 1975 | 1982 | 1990 | 1999 | 2006 | 2013 |
| Einwohner                 | 1036 | 953  | 796  | 754  | 740  | 650  | 652  | 634  |
| Quelle: Cassini und INSEE |      |      |      |      |      |      |      |      |

## Sehenswürdigkeiten
Siehe auch: Liste der Monuments historiques in Mauprévoir
- Kirche St-Impère, erbaut im 11. Jahrhundert
- Schloss, erbaut im 14. Jahrhundert

## Gemeindepartnerschaften
Mit der Gemeinde Bounouna in Burkina Faso besteht eine Gemeindepartnerschaft.

## Persönlichkeiten
- Johnny Griffin (1928–2008), Jazzmusiker